# Агенција САД за међународни развој
Агенција САД за међународни развој (енгл. United States Agency for International Development — USAID) америчка је агенција коју финансира савезна влада САД са седиштем у Вашингтону. Одговорна је за управу иностране помоћи САД. Била је једна је од највећих агенција овог типа на свету.
Друга Трампова администрација је 2025. најавила велике промене у раду ове агенције. У јануару 2025. председник САД Доналд Трамп је наредио скоро потпуно замрзавање све иностране помоћи. Веб-сајт агенције је 27. јануара угашен. Илон Маск, директор Одељења за владину ефикасност (DOGE), најавио је намеру да угаси USAID. У фебруару 2025. Марко Рубио је преузео функцију вршиоца дужности администратора ове агенције, након чега је најавио њено припајање Стејт департменту.